# Anochetus princeps
Anochetus princeps är en myrart som beskrevs av Carlo Emery 1884. Anochetus princeps ingår i släktet Anochetus och familjen myror. Inga underarter finns listade i Catalogue of Life.